# Lista de episódios de Knight Rider
Esta é uma lista de episódios da série de televisão Knight Rider.

## 1ª Temporada (1982–1983)
| 01 | Knight of the Phoenix (Part 1)          | A Super Máquina - 1ª Parte          | Trama: O policial Micheal Artur Long é encontrado quase morto por Wilton Knight e recebe nova identidade se tornando Michael Knight e ganha um parceiro: O supercarro K.I.T.T. - Piloto da série. | |
| 02 | Knight of the Phoenix (Part 2)          | A Super Máquina - 2ª Parte          | Trama: O policial Micheal Artur Long é encontrado quase morto por Wilton Knight e recebe nova identidade se tornando Michael Knight e ganha um parceiro: O supercarro K.I.T.T. - Piloto da série. | |
| 03 | Deadly Maneuvers                        | Manobras Mortais                    | Trama: Durante uma missão , Michael e K.I.T.T. param para ajudar uma oficial do Exercito e se envolvem num tráfico de armas de dentro do quartel | |
| 04 | Good Day at White Rock                  | Férias em White Rock                | Trama: Michael sai de férias com K.I.T.T. quando ao chegar numa cidade tem de evitar que uma gangue de motoqueiros cause problemas | |
| 05 | Slammin' Sammy's Stunt Show Spectacular | Rodas Acrobáticas                   | Trama: Michael e K.I.T.T. evitam que um show acrobático seja destruido por um ganancioso empresário | |
| 06 | Just My Bill                            | Eu voto contra!                     | Trama: Michael e K.I.T.T. devem proteger uma senadora, amiga de Devon Miles, e que está sofrendo ameaças, nas vésperas da votação de um importante projeto | |
| 07 | Not a Drop to Drink                     | Nem uma gota para beber             | Trama: Michael e K.I..T.T. enfrentam um fazendeiro inescrupuloso que quer acabar com grupo de fazendeiros | Curiosidade:O episódio aproveita cenas do filme Superman de Richard Donner onde se apaga a imagem de Christopher Reeve quando K.I.T.T. usa um torpedo para criar uma avalanche evitando uma enchente |
| 08 | No Big Thing                            | Pequena Infração                    | Trama: Ao tentar se encontrar com um jornalista Devon Milles é pego numa infração de transito armada por um inescrupulosos xerife e Michael e K.I.T.T. partem para o resgate. | |
| 09 | Trust Doesn't Rust                      | O Irmão Gêmeo                       | Trama: Dois ladrões pés de chinelo ao entrarem no antigo laboratório de Wilton Knight ressucitam K.A.R.R. um carro feito com programação diferente de K.I.T.T.. Enquanto K.I.T.T. é programado para proteger a vida humana , K.A.R.R. é programado para auto-preservação. | |
| 10 | Inside Out                              | De dentro para fora                 | | |
| 11 | The Final Verdict                       | O Veredito Final                    | | |
| 12 | A Plush Ride                            | Uma Viagem de Luxo                  | | |
| 13 | Forget Me Not                           | À Procura de uma lembrança          | | |
| 14 | Hearts of Stone                         | Corações de Pedra                   | | |
| 15 | Give Me Liberty… or Give Me Death       | Corrida Fatal                       | Trama: Michael e K.I.T.T. se infiltram em uma corrida, onde os participantes competem com carros movidos a fontes alternativas de energia, procurando por um sabotador entre os competidores | |
| 16 | The Topaz Connection                    | A Ligação Topázio                   | Trama: Michael e K.I.T.T. se envolvem com um assassinato de um dono de uma revista masculina e descobrem que há uma coisa misteriosa por tras disso. | |
| 17 | A Nice, Indecent Little Town            | O Carro de Ouro                     | Trama: Bonnie é escolhida para entrar numa sociedade cultural mas a entrada dela se descobre que é um plano para roubar K.I.T.T . e usaá-lo para um crime | |
| 18 | Chariot of Gold                         | Uma Cidade Pequena, porém indecente | Trama: Michael e K.I.T.T. descobrem que numa cidade que teria um baixo indice de criminalidade esconde um golpe de falsificadores de dinheiro se escondendo por tras de uma gráfica de bíblias | Curiosidade:O episódio traz a participação especial do ator Norman Burton que foi o Felix Leiter em 007 Os Diamantes São Eternos e na segunda e terceira temporada de Mulher Maravilha               |
| 19 | White Bird                              | Pássaro Branco                      | Trama: Michael e K.I.T.T. devem proteger uma antiga namorada de Michael de ser morta pelo seu chefe, que é parte de um esquema criminoso | |
| 20 | Knight Moves                            | Ladrões de Caminhões                | Trama: Michael e K.I.T.T. combatem uma quadrilha de ladrões de caminhões | |
| 21 | Nobody Does it Better                   | Espionagem Industrial               | Trama: Michael e K.I.T.T. combatem espiões industriais | Curiosidade: O titulo original é Nobody Does it Better o mesmo de uma música da cantora Carly Simon usado como canção tema do filme 007 O Espião que me Amava                                        |
| 22 | Short Notice                            | A Filha Pródiga                     | Trama: Uma mulher tem a sua filha raptada pelo ex-marido. Michael e K.I.T.T. dão carona a esta mulher, sem saber do ocorrido. Durante a noite ambos compartilham um quarto de motel, que é invadido por bandidos. Michael mata um dos criminosos, em legítima defesa, enquanto a mulher desaparece misteriosamente. Cabe a Michael procurar a mulher para que ela testemunhe a seu favor. | |

## 2ª Temporada (1983–1984)
| 01 | Goliath (Part 1)                                       | Golias - 1ª Parte                    | Trama: Michael Knighit e K.I.T.T. tem de enfrentar um super caminhão que tem a mesma blindagem de K.I.T.T. e um novo e perigoso inimigo: Garth Knight o filho verdadeiro de Wilton Knight que se tornou um criminoso.                 | Curiosidade: David Hasselhoff intérprete de Michael Knight passaria a fazer também o papel do antagonista Garth Knight, apenas com difereça de usar um cavanhaque e bigode |
| 02 | Goliath (Part 2)                                       | Golias - 2ª Parte                    | Trama: Michael Knighit e K.I.T.T. tem de enfrentar um super caminhão que tem a mesma blindagem de K.I.T.T. e um novo e perigoso inimigo: Garth Knight o filho verdadeiro de Wilton Knight que se tornou um criminoso.                 | Curiosidade: David Hasselhoff intérprete de Michael Knight passaria a fazer também o papel do antagonista Garth Knight, apenas com difereça de usar um cavanhaque e bigode |
| 03 | Brother's Keeper                                       | O Meio Irmão                         | | |
| 04 | Merchants of Death                                     | Mercadores da Morte                  | | |
| 05 | Blind Spot                                             | Testemunha Cega                      | Trama: Uma jovem cega é testemunha de uma tentativa de assassinato envolvendo seu irmão, um imigrante clandestino que trabalhava numa sucata e Michael e K.I.T.T. tem de proteger                                                     | |
| 06 | Return to Cadiz                                        | A Volta a Cádiz                      | Trama: Michael e K.I.T.T. ao fazer um teste com um recurso que tornava K.I.T.T. Anfíbio, os herois se envolvem com roubo de tesouros arqueológicos                                                                                    | |
| 07 | K.I.T.T. the Cat                                       | K.I.T.T., o Gato                     | | |
| 08 | Custom K.I.T.T.                                        | Ladrões de Carros                    | Trama: Ladrões de carros dão o golpe da batida em Devon e roubam um carro antigo e Micheal e K.I.T.T. vão atras destes bandidos e K.I.T.T. tem de ser transformando num tunning a contragosto.                                        | |
| 09 | Soul Survivor                                          | A Alma de K.I.T.T.                   | Trama: Ladrões roubam K.I.T.T. e Michael usa um carro caindo aos pedaços para recuperar seu parceiro | |
| 10 | Ring of Fire                                           | Aliança de Fogo                      | | |
| 11 | Knightmares                                            | Pesadelos                            | | |
| 12 | Silent Knight                                          | O Cigano                             | Trama: Michael e K.I.T.T. ajudam a proteger um cigano que presencia um crime | |
| 13 | A Knight in Shining Armor                              | Um Cavaleiro em Brilhante Armadura   | | |
| 14 | Diamonds Aren't a Girl's Best Friend                   | Diamantes não são os Melhores Amigos | Trama: Michael e K.I.T.T. se infiltram em uma agência de modelos, para investigar a morte de uma modelo, em circunstâncias misteriosas                                                                                                | Curiosidade: O título um pouco ironiza o filme 007 Os Diamantes São Eternos                                                                                                |
| 15 | White-Line Warriors                                    | Guerreiros da Estrada                | Trama: Michael e K.I.T.T. vão investigar uma série de roubos, a pedido de uma amiga de Devon Miles, que, supostamente, são cometidos por uma gangue de racheiros                                                                      | |
| 16 | Race for Life                                          | Corrida pela Vida                    | Trama: K.I.T.T. e Michael tem de buscar uma pessoa que pode salvar a vida de outra com um transplante | Curiosidade: O ator que fazia o personagem do doador depois das filmagens acabara morrendo num acidente                                                                    |
| 17 | Speed Demons                                           | Demônios da Velocidade               | Trama: Michael e K.I.T.T. se infiltram em uma corrida de motocross beneficente, para identificar e prender um sabotador, que, inclusive, causou a morte de um competidor, no ano anterior.                                            | |
| 18 | Goliath Returns (Part 1)                               | A Volta de Golias - 1ª Parte         | Trama: Michael Knighit e K.I.T.T. tem de enfrentar novamente o super caminhão Golias que tem a mesma blindagem de K.I.T.T. e um novo e perigoso inimigo: Garth Knight o filho verdadeiro de Wilton Knight que se tornou um criminoso. | Curiosidade: David Hasselhoff intérprete de Michael Knight passaria a fazer também o papel do antagonista Garth Knight, apenas com difereça de usar um cavanhaque e bigode |
| 19 | Goliath Returns (Part 2)                               | A Volta de Golias - 2ª Parte         | Trama: Michael Knighit e K.I.T.T. tem de enfrentar novamente o super caminhão Golias que tem a mesma blindagem de K.I.T.T. e um novo e perigoso inimigo: Garth Knight o filho verdadeiro de Wilton Knight que se tornou um criminoso. | Curiosidade: David Hasselhoff intérprete de Michael Knight passaria a fazer também o papel do antagonista Garth Knight, apenas com difereça de usar um cavanhaque e bigode |
| 20 | A Good Knight's Work                                   | Um Trabalho Perfeito                 | | |
| 21 | Mouth of the Snake (Part 1) All That Glitters (Part 1) | A Boca da Cobra - 1ª Parte           | Trama: Michael e K.I.T.T. enfrentam um traficante de armas | |
| 22 | Mouth of the Snake (Part 2) All That Glitters (Part 2) | A Boca da Cobra - 2ª Parte           | Trama: Michael e K.I.T.T. enfrentam um traficante de armas | |
| 23 | Let it Be Me                                           | Canção para Lembrar Você             | Trama: Uma antiga namorada de Michael corre perigo e este junto com K.I.T.T. tentam salvar sua antiga paixão | |
| 24 | Big Iron                                               | Equipamento Pesado                   | Trama: Michael e K.I.T.T. tentam salvar o negócio de um empreiteiro, que tem seus equipamentos pesados roubados misteriosamente, sem deixar pistas                                                                                    | |

## 3ª Temporada (1984–1985)
| 01 | Knight of the Drones (Part 1) | Super Força Total - 1ª Parte    | Trama: Micheal, K.I.T.T. e Devon se reencontarm com Bonnie Bastrow e juntos enfrentam um cientista que quer cometer um grande crime usando carros que usam um sistema que podem ser conduzidos sem piloto como K.I.T.T.                            | Curiosidadde: Patricia McPherarson que faz a personagem Bonnie volta a série no lugar de Rebbeca Holden como a técnica que é a mecânica de K.I.T.T., e este tem um novo painel |
| 02 | Knight of the Drones (Part 2) | Super Força Total - 2ª Parte    | Trama: Micheal, K.I.T.T. e Devon se reencontarm com Bonnie Bastrow e juntos enfrentam um cientista que quer cometer um grande crime usando carros que usam um sistema que podem ser conduzidos sem piloto como K.I.T.T.                            | Curiosidadde: Patricia McPherarson que faz a personagem Bonnie volta a série no lugar de Rebbeca Holden como a técnica que é a mecânica de K.I.T.T., e este tem um novo painel |
| 03 | The Ice Bandits               | Cara nova no Pedaço             | Trama: Michael e K.I.T.T. vão para Napa Valley, seguir o rastro de um criminoso, que roubou jóias de um leilão beneficente, realizado pela Fundação, e que planeja mudar o rosto, através de cirurgia plástica                                     | |
| 04 | Knights of the Fast Lane      | O Super-Racha                   | | |
| 05 | Halloween Knight              | Psicose na noite das Bruxas     | | |
| 06 | K.I.T.T. vs. K.A.R.R.         | K.I.T.T. x K.A.R.R.             | Trama: Michael e K.I.T.T. reencontram-se com K.A.R.R. o irmão gêmeo malvado de K.I.T.T. | |
| 07 | The Rotten Apples             | Os Diabinhos                    | | |
| 08 | Knight in Disgrace            | A Traição de Michael            | Trama: Depois de ser preso, ao investigar um caso, Michael é expulso da Fundação. Tempo depois, ele baleia Devon, e pega K.I.T.T., para trabalhar a serviço de um criminoso conhecido                                                              | |
| 09 | Dead of Knight                | Veneno Mortal                   | | |
| 10 | Lost Knight                   | Que Memória!                    | | |
| 11 | Knight of the Chameleon       | Camaleão, o Homem das Mil Caras | Trama: Um importante criminoso, mestre dos disfarces, consegue fugir do Tribunal, onde ele seria julgado. Cabe a Michael e K.I.T.T. recapturá-lo antes que ele fuja do país                                                                        | |
| 12 | Custom Made Killer            | Assassinatos sob Medida         | Trama: Michael e K.I.T.T devem investigar as mortes de donos de confecções de roupas esportes, em circunstâncias misteriosas | |
| 13 | Knight by a Nose              | Não se aposta em Cavalo Morto   | | |
| 14 | Junk Yard Dog                 | K.I.T.T. ou K.I.T.T. sucata?    | Trama: Michael e K.I.T.T ao enfrentarem um empresário corrupto que poluí o meio ambiente, acabam sendo surpreendidos pelo vilão quando coloca K.I.T.T. em uma poça de ácido corrisivo e K.I.T.T. "sente" medo de falhar em sua missão              | |
| 15 | Buy Out                       | O Carro Blindado                | Trama: Michael e K.I.T.T. são chamados para investigar uma tentativa de sabotagem, em uma indústria de blindagem de limousines | |
| 16 | Knightlines                   | O Super Criminoso               | | |
| 17 | The Nineteenth Hole           | Corrida de Marberry             | | |
| 18 | Knight and Knerd              | O Raio do Cristal Negro         | Trama: Um importante cientista, que trabalhava em um avançado laser, é assassinado, na sua folga, na frente de sua filha. Ela chama Michael e K.I.T.T. para descobrirem o real motivo do assassinato.                                              | |
| 19 | Ten Wheel Trouble             | Os Caminhoneiros                | Trama: Michael e K.I.T.T. descobrem uma tentativa de sabotagem contra caminhoneiros | |
| 20 | Knight in Retreat             | O Retiro                        | Trama: Michael se infiltra em um retiro, disfarçado de cientista de renome, para descobrir quem está de posse de armamentos ultra-secretos. | |
| 21 | Knight Strike                 | K.I.T.T. x LASER                | Trama: Michael e K.I.T.T. vão para uma convenção de sobreviventes da Guerra do Vietnã, para descobrir o roubo de um potente rifle a laser, e descobrem que pistolas, que disparam o mesmo tipo de laser, estão sendo comercializadas na convenção. | Presença de Judy Landers, da série Vegas (série de televisão), bem como de Richard Herd, da série Carro Comando.                                                               |
| 22 | Circus Knights                | Noites de Circo                 | Trama: Michael e K.I.T.T. se infiltram disfarçados em um circo, para descobrir quem está interessado na falência do mesmo. | |

## 4ª Temporada (1985–1986)
| 01 | Knight of the Juggernaut (Part 1) | A Nova Aparência de K.I.T.T. - 1ª Parte | Trama: Criminosos descobrem como anular a invulnerabilidade de K.I.T.T. fazendo com que Michael Knight corra perigo enquanto K.I.T.T. é destruído. Este filme é o último que tem a dublagem de Isaac Bardavid na versão brasileira.                                                                                            | |
| 02 | Knight of the Juggernaut (Part 2) | A Nova Aparência de K.I.T.T. - 2ª Parte | Trama:Com a ajuda de RC III, K.I.T.T. é reconstruido e ganha um modulo de alta velocidade e capacidade de se transformar de um conversível para um superesportivo. O dublador André Filho na dublagem brasileira assume a voz de K.I.T.T.                                                                                      | |
| 03 | KITTnap                           | Marcado para Morrer                     | Trama: Com a ajuda de uma estagiária, Michael e K.I.T.T. combatem um perigoso criminoso que se passa por um respeitavel homem de negócios | |
| 04 | Sky Knight                        | Quem tem medo de avião?                 | Trama: O avião em que Bonnie Barstow viajava para o casamento de sua irmã é sequestrado. Os sequestradores levam os reféns para uma área protegida pelo governo. Michael e K.I.T.T. devem partir para o resgate dos reféns | |
| 05 | Burial Ground                     | Solo Sagrado                            | Trama: Michael e K.I.T.T. tentam defender uma aldeia de indios de um empresário inescrupuloso. | Curiosidade; Robert Pine da série CHiPs interpreta o vilão |
| 06 | The Wrong Crowd                   | Más Companhias                          | | |
| 07 | Knight Sting                      | Golpe de Mestre da Fundação             | Trama: Uma bactéria desenvolvida com dinheiro e pesquisas da Fundação caiu em mãos criminosas, o que leva todos os membros da Fundação a trabalhar em conjunto para recuperar a embalagem com a bactéria roubada, antes que ela deixe o país                                                                                   | |
| 08 | Many Happy Returns                | Que esta data se repita                 | | |
| 09 | Knight Racer                      | Corrida decisiva                        | | |
| 10 | Knight Behind Bars                | Atrás das Grades                        | | |
| 11 | Knight Song                       | A União faz a Força                     | | |
| 12 | The Scent of Roses                | O Perfume das Rosas                     | Trama: Michel quer deixar a fundação após ser baleado, para isso Devon chama uma ex namorada sua, ela faz com que Michel volte a fundação, mas ele quer também ficar com ela e decide se casar... no meio da cerimonia sua noiva é baleada e morre. Michel e K.I.T.T se vingam de sua noiva.                                   | Curiosidade: A noiva (Catherine Hickland) de Michel Knight que faz o episódio era a verdadeira esposa de Michel Knight (David Hasselholf), no tempo de casado (1984-1989) |
| 13 | Killer K.I.T.T.                   | K.I.T.T., o Assassino                   | Trama: Bandidos usam uma dublê de Bonnie e sabotam o programa principal de K.I.T.T. fazendo com que ele seja um assassino, mas Michael faz lembrar que seu parceiro é programado para preservação da vida humana e K.I.T.T. recupera sua programação.                                                                          | |
| 14 | Out of the Woods                  | Fato Consumado                          | | |
| 15 | Deadly Knightshade                | A Sombra Mortal                         | | |
| 16 | Redemption of a Champion          | Redenção de um Campeão                  | | |
| 17 | Knight of a Thousand Devils       | A Noite dos Mil Demônios                | Trama: Após ver um antigo amigo morto numa emboscada , Michael e K.I.T.T. entram numa corrida clandestina e com a ajuda de uma policial disfarçada de garçonete e de RC III, Michael e K.I.T.T. prendem um perigoso assassino .                                                                                                | Curiosidade: neste episódio K.I.T.T. não usa o módulo de super velocidade                                                                                                 |
| 18 | Hills of Fire                     | Colinas de Fogo                         | Trama: Michael e K.I.T.T. descobrem que uma empresária e um policial corrupto estão envolvidos com uma gangue de incendiários e traficantes de drogas | |
| 19 | Knight Flight to Freedom          | Vôo para Liberdade                      | Trama: Em um país da América Central, um vulcão entra em erupção. Aproveitando o fato, militares renegados, tramam um Golpe de Estado, tomam o poder, e prendem o presidente democraticamente eleito, e seu assessor americano. Michael, K.I.T.T., e RC3 vão para o país, para reestabelecer a ordem democrática naquele país. | |
| 20 | Fright Knight                     | O Fantasma do Estúdio 28                | Curiosidade: o monge que é o assassino do filme, é o mesmo que faz o papel de Fred Kruger, no filme "A Hora do Pesadelo" | |
| 21 | Knight of the Rising Sun          | Heróis do Sol Nascente                  | | |
| 22 | Voo Doo Knight                    | A Maldição Voodoo                       | Curiosidade: Último filme da série. Estranho não ter um "The End" ou um "Continua..." | |